# Закшев (гміна, Радомський повіт)
Гміна Закшев (пол. Gmina Zakrzew) — сільська гміна у центральній Польщі. Належить до Радомського повіту Мазовецького воєводства.
Станом на 31 грудня 2011 у гміні проживало 12143 особи.

## Площа
Згідно з даними за 2007 рік площа гміни становила 96.15 км², у тому числі:
- орні землі: 86.00%
- ліси: 8.00%

Таким чином, площа гміни становить 6.29% площі повіту.

## Населення
Станом на 31 грудня 2011:
| Опис     | Загалом | Загалом | Чоловіки | Чоловіки | Жінки | Жінки |
| -------- | ------- | ------- | -------- | -------- | ----- | ----- |
| одиниця  | осіб    | %       | осіб     | %        | осіб  | %     |
| все      | 12143   | 100     | 6105     | 50.28    | 6038  | 49.72 |
| міське   | 0       | 100     | 0        |          | 0     |       |
| сільське | 12143   | 100     | 6105     | 50.28    | 6038  | 49.72 |

## Сусідні гміни
Гміна Закшев межує з такими гмінами: Волянув, Єдлінськ, Пшитик, Стара Блотниця.